# Józef Lipień
Józef Lipień est un lutteur polonais, né le 6 février 1949, médaillé olympique en lutte gréco-romaine à Moscou, et célèbre catcheur.

## Biographie
Il a grandi à Jaczków, un village situé près de Wałbrzych, en voïvodie de Basse-Silésie. Son frère jumeau Kazimierz, est champion olympique et champion du monde en lutte gréco-romaine.

## Palmarès
Dans la catégorie poids coq (moins de 57 kg), en Gréco-romaine: 

### Jeux olympiques
- Moscou 1980 :  Médaille d'argent
- Participation aux Jeux de Montréal en 1976
- Participation aux Jeux de Munich en 1972

### Championnats du monde de lutte
- Médaille d'argent en 1975, à Minsk.
- Médaille d'argent en 1974, à Katowice.
- Médaille d'or en 1973, à Téhéran.

### Championnats d'Europe
- Médaille de bronze en 1978, à Sofia.